# Stora Älgtjärnen
Stora Älgtjärnen är en sjö i Marks kommun i Västergötland och ingår i Viskans huvudavrinningsområde.